# Cespedosa de Tormes
Cespedosa de Tormes – gmina w Hiszpanii, w prowincji Salamanka, w Kastylii i León, o powierzchni 46,29 km². W 2011 roku gmina liczyła 573 mieszkańców.